# Z czterech stron wiatru
Z czterech stron wiatru (ang. From the Four Winds) – zbiór opowiadań z 1897, pierwsze opublikowane dzieło Johna Galsworthy'ego.
Zbiór wydano nakładem autora pod pseudonimem John Sinjohn (dosł. John, syn Johna). Autor pozostawał pod silnym wpływem Rudyarda Kiplinga, co przejawiało się w szczególności w umiłowaniu egzotyki, przygody, czy szczególnie rozległych opisach scenerii, klimatu i uwarunkowań kulturowych krain będących odległymi brytyjskimi koloniami. Niezależnie od wpływów kiplingowskich, Galsworthy korzystał z bogatych doświadczeń własnych, jakich nabył w licznych wędrówkach po różnych zakątkach globu. Zbiór pod tym względem pozostaje odmienny od późniejszej twórczości autora, skupionej przede wszystkim na realiach Wysp Brytyjskich.
Opowiadania zawarte w tomie charakteryzowała pewna niedojrzałość literacka i były one dość surowe w formie. Ich język był sztuczny i afektowany. Po trzydziestu latach od wydania, z i tak niskiego nakładu, pozostało kilkaset niesprzedanych egzemplarzy.